# 毎度おおきに!べかこらんど
『毎度おおきに!べかこらんど』（まいどおおきにべかこらんど）は、朝日放送（ABCラジオ）で1987年10月5日から1989年9月29日までの間に放送されていたラジオ番組。

## 概要
パーソナリティは桂べかこ（現・三代目桂南光）と西岡幸子。べかこは1987年10月改編前まで、同じABCラジオでは『ABCラジオジラ』水曜パーソナリティであったが、この改編と共に深夜から一転して昼のランチタイムに移った。
金曜日は前番組『聞けば効くほどやしきたかじん』に続いてABCエキスタからの公開生放送だったが、1988年4月頃からは公開放送が無くなっている。
1989年10月改編で終了後、べかこはこの改編で平日14:00〜17:00枠でスタートした新ワイド『ABCスカイスタジオ パノラマ大放送』の水曜パーソナリティに異動している。

## コーナー
- べかこ日記[3]
- わくわく人物らんど[3]
  - 毎日ゲストを迎え、ゲストの本音や裏話などに迫るトーク[2]。
- うまうま味らんど[3]
- 耳よりらんど[3][注釈 1]
- 週刊ニュースらんど（1988年10月から）[6]
- 短歌コーナー[2]
- なとり提供コーナー枠
  - 今夜も乾杯（1988年9月まで）[3][注釈 2]
  - 人生に乾杯（1988年10月〜1989年3月）[6]
  - クイズで乾杯（1989年4月から）[7]